# Bilning

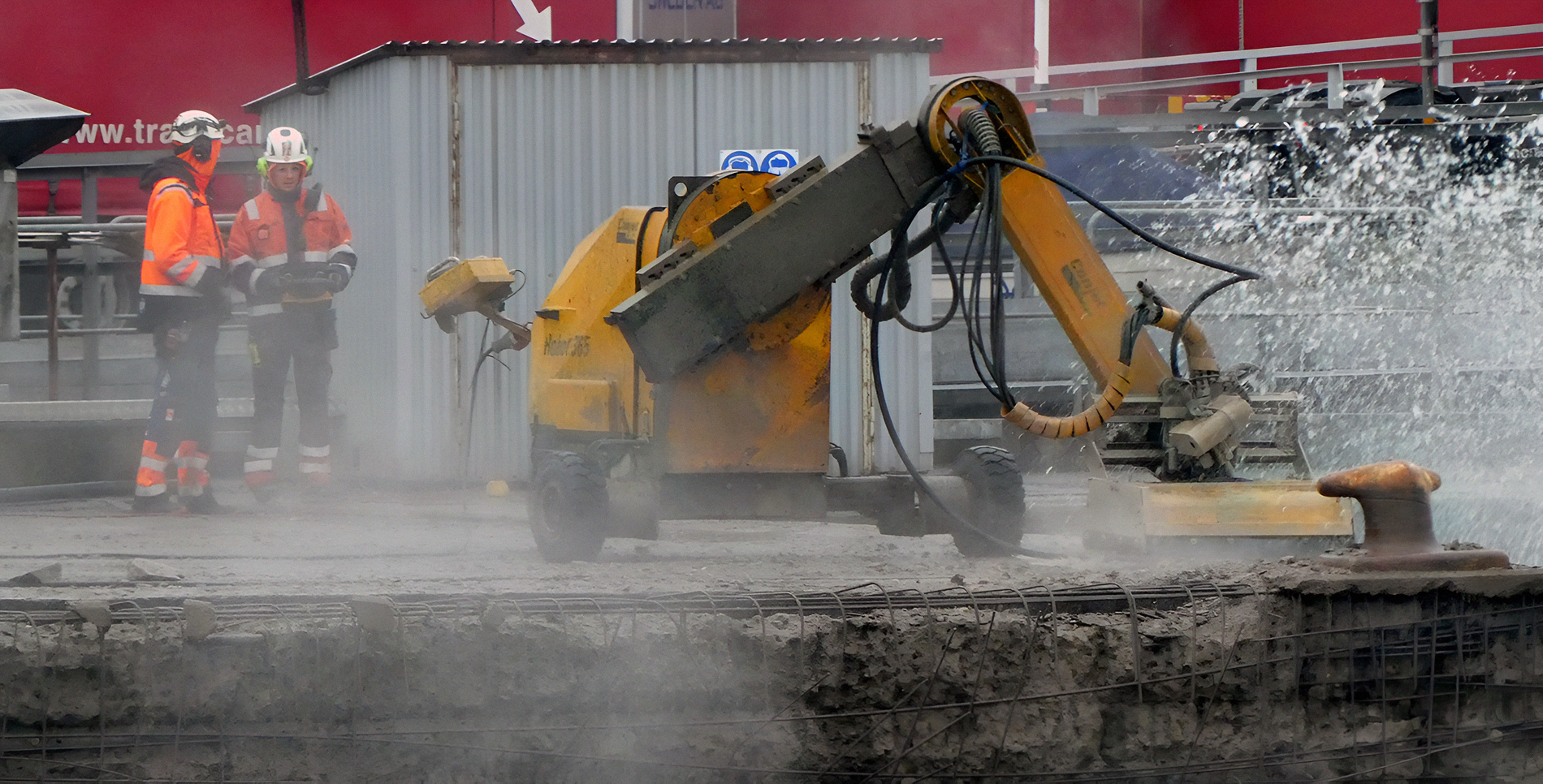
Vattenbilning i Ystads hamn 2020.

Bilning är facktermen för att med stor kraft ta bort delar av ett råmaterial eller en tidigare konstruktion som behöver förändras.

## Arbetsmetod
Metoden innebär att man driver ett kilformat eggverktyg utefter den yta som ska bearbetas. Eggens bredd och skärpa behöver anpassas efter egenskaperna i materialet, så samma verktyg används inte för att bila timmerstockar och att bila betongkonstruktioner. Likaså är drivkraften och drivningsmetoden avpassad till arbetsmaterialet. Vid bilning i trä så räcker ofta tyngden i det eggförsedda yxhuvudet i kombination med hävstångsverkan av yxskaftet som kraftförstärkning, annars slår man vanligen på bilan med en slägga eller en bakvänd andra yxa.
Bilning kan även utföras genom vattenbilning med en riktad vattenstråle med högt tryck.

## Olika tillämpningar
Bilning är en vanlig metod metod för att riva eller göra hål i hårda byggmaterial såsom tegel, betong och liknande. Tidigare skedde sådan bilning för hand med hjälp av slägga och huggmejsel, men idag sker bilning i huvudsak maskinellt. Bilmaskiner kan vara pneumatiska eller hydrauliska. De varierar i storlek från mindre, handhållna till större monterade på grävmaskiner eller egna chassin.
Bilning av rundtimmer (stockar, stammar), när det görs på två motsatta sidor (till exempel slipers, byggnadstimmer) kallas för skrädning och den färdiga varan skrätt virke. Bilas alla fyra sidorna så kallas den fyrslagning och resultatet kallas fyrslaget virke.
Till skillnad från träbearbetning så sker bilning i asfalt, tegel och betong endast som ett förberedelsemoment i samband med reparation, om- eller tillbyggnad. Vid nybyggnad av till exempel en bro eller skyskrapa i betong så behövs ingen bilning så länge som ritningarna stämmer och utförandet blir rätt.
Vid vägförbättringsarbeten så bilas (och fräses) asfalten eller motsvarande beläggningsmaterial så att gränsen till de bevarade ytorna blir tydliga och ändamålsenliga för den efterföljande reparationen. Sådan bilning sker numera ofta med anläggningsmaskiner.
Även grövre betongbilning sker med anläggningsmaskiner, medan lättare bilning utförs med borrhammare (oftast elektriska), vilka finns i många många utföranden och storlekar ända ned till verktyg för privatbruk.

## Konsekvenser
Trots att betongbilning är en förhållandevis specialiserad arbetsmetod så kommer ett stort antal svenskar i kontakt med detta i eller nära sina bostäder: I samband med renoveringar av rörsystem, till exempel vid stambyten och ombyggnad av våtrum. Betongbilning kan i bostadsmiljö upplevas som en bullerstörning, eftersom de snabbt upprepade slagen mot husets stomme ofta fortplantar sig genom hela byggnaden.